# Aragua
Aragua ist ein Bundesstaat Venezuelas und liegt im zentralen Norden des Landes. Die Hauptstadt ist Maracay.
Die Landschaft an der karibischen Küste besteht hauptsächlich aus Dschungel. Ein nach Henri Pittier benannter Nationalpark – Venezuelas erster Nationalpark – befindet sich in diesem Bundesstaat. 

## Geografie
An den Norden des Staates grenzt die Karibische See, welche von der Cordillera-Gebirgskette gesäumt wird. Der Berg Codazzi Peak erreicht eine Höhe von über 2.400 m. Der Rest des Landes besteht hauptsächlich aus fruchtbaren Tälern, die für eine intensive Landwirtschaft genutzt werden. Im Westen grenzt Aragua an den Valenciasee und den Bundesstaat Carabobo, im Süden an Guárico, im Osten an Miranda und Vargas.
Die wichtigsten Flüsse sind der Aragua, der Guárico, der Limón, der Tuy, der Pao und der Turmero. Sie münden alle in die Karibik, den Valenciasee oder in den Orinoco.

## Verwaltungsgliederung
Der Staat setzt sich aus 18 Bezirken (Municipios) zusammen:
| Bezirk                      | Hauptstadt          | Einwohner 2011 |
| --------------------------- | ------------------- | -------------- |
| Bolívar                     | San Mateo           | 38.047         |
| Camatagua                   | Camatagua           | 16.627         |
| Francisco Linares Alcántara | Santa Rita          | 123.122        |
| Girardot                    | Maracay             | 407.109        |
| José Angel Lamas            | Santa Cruz          | 32.981         |
| José Félix Ribas            | La Victoria         | 143.501        |
| José Rafael Revenga         | El Consejo          | 48.800         |
| Libertador                  | Palo Negro          | 114.355        |
| Mario Briceño Iragorry      | El Limon            | 99.852         |
| Ocumare de la Costa de Oro  | Ocumare de la Costa | 12.816         |
| San Casimiro                | San Casimiro        | 25.540         |
| San Sebastián               | San Sebastián       | 23.279         |
| Santiago Mariño             | Turmero             | 211.010        |
| Sucre                       | Cagua               | 114.509        |
| Santos Michelena            | San Casimiro        | 38.574         |
| Tovar                       | Colonia Tovar       | 14.161         |
| Urdaneta                    | Barbacoas           | 21.271         |
| Zamora                      | Villa de Cura       | 144.754        |

Bundesstaaten:

Amazonas |
Anzoátegui |
Apure |
Aragua |
Barinas |
Bolívar |
Carabobo |
Cojedes |
Delta Amacuro |
Falcón |
Guárico |
Vargas (La Guaira) |
Lara |
Mérida |
Miranda |
Monagas |
Nueva Esparta |
Portuguesa |
Sucre |
Táchira |
Trujillo |
Yaracuy |
Zulia
Hauptstadtdistrikt:

Distrito Capital
Bundesunmittelbares Gebiet:

Dependencias Federales